# Horch 10
Der Horch 10 M 20 ist ein Pkw der oberen Mittelklasse, den die Horchwerke in Zwickau 1922 als erstes neues Modell nach dem Ersten Weltkrieg herausbrachten. Die Konstruktion wurde von Arnold Zoller bei der Argus Motoren Gesellschaft in Berlin übernommen. Deren Inhaber Moritz Straus hielt ab Anfang der 1920er Jahre auch die Aktienmehrheit der Horchwerke AG.
Das Fahrzeug hatte einen vorn eingebauten 4-Zylinder-Reihenmotor mit stehenden Ventilen und 1,6 Liter Hubraum. Er entwickelte 35 PS bei 2000/min. Über ein 4-Gang-Getriebe mit Schalthebel in der Wagenmitte trieb er die Hinterräder an. Die Wagen mit U-Profilrahmen hatten blattgefederte Starrachsen und waren als viersitzige Tourenwagen oder Stadt-Coupé lieferbar.
Im Juli 1923 wurde Paul Daimler Chefkonstrukteur bei Argus und überarbeitete den Motor. Er konstruierte einen Ventiltrieb mit obenliegender Nockenwelle, die von einer Königswelle angetrieben wurde. Durch diese Änderungen gab der Motor 50 PS bei 2800/min ab. Der ab 1924 angebotene Wagen hieß Horch 10 M 25, hatte als erster deutscher Wagen Vierradbremsen und wurde ausschließlich in sechssitziger Ausführung geliefert. Bis 1926 entstanden etwa 2300 Stück.
Ab 1926 löste der Horch 8 diese Modellreihe ab.

## Technische Daten
|                       | 10 M 20 (10/35 PS)                     | 10 M 25 (10/50 PS)                     |
| --------------------- | -------------------------------------- | -------------------------------------- |
| Baujahre              | 1922–1924                              | 1924–1926                              |
| Aufbauten             | T4, Cp4                                | T6, L4, PL4, Cb4                       |
| Motor                 | Reihen-Vierzylinder-Viertakt-Ottomotor | Reihen-Vierzylinder-Viertakt-Ottomotor |
| Ventilsteuerung       | SV-Ventilsteuerung (seitengesteuert)   | obengesteuert (OHC) mit Königswelle    |
| Bohrung × Hub         | 80 mm × 130 mm                         | 80 mm × 130 mm                         |
| Hubraum               | 2612 cm³                               | 2612 cm³                               |
| Nennleistung          | 35 PS (25,7 kW)                        | 50 PS (36,8 kW)                        |
| Verbrauch             | 15 l/100 km                            | 15 l/100 km                            |
| Höchstgeschwindigkeit | 80 km/h                                | 95 km/h                                |
| Leergewicht           | 1300 kg                                | 1870–2150 kg                           |
| zul. Gesamtgewicht    | 1900 kg                                | 2320–2600 kg                           |
| Bordspannung          | 12 Volt                                | 12 Volt                                |
| Länge                 | 4550 mm                                | 4500 mm                                |
| Breite                | 1600 mm                                | 1730 mm                                |
| Höhe                  | 2250 mm                                | 2000 mm                                |
| Radstand              | 3220 mm                                | 3300 mm                                |
| Spur vorne/hinten     | 1380 mm/1380 mm                        | 1420 mm/1420 mm                        |

- T4 = 4-sitziger Tourenwagen
- T6 = 6-sitziger Tourenwagen
- L4 = 4-türige Limousine
- PL4 = 4-türige Pullman-Limousine
- Cp4 = 4-türiges Stadt-Coupé
- Cb4 = 4-türiges Coupé-Cabriolet